# 4.ª edición de los Premios Grammy
La 4.ª edición de los Premios Grammy se celebró el 29 de mayo de 1962 en Los Ángeles y Nueva York, en reconocimiento a los logros discográficos alcanzados por los artistas musicales durante el año anterior.
Esta edición incorporó por primera vez la categoría de premio a la mejor grabación gospel o de otra religión, así como la de Premio Grammy a la carrera artística.

## Ganadores

### Generales
- Grabación del año
  - Henry Mancini (compositor & intérprete) por "Moon River"
- Álbum del año
  - Judy Garland por Judy at Carnegie Hall
- Canción del año
  - Henry Mancini (compositor & intérprete) & Johnny Mercer (letrista) por "Moon River"
- Mejor artista novel
  - Robert Goulet

### Clásica
- Mejor interpretación clásica - Orquesta
  - Charles Münch (director) & Boston Symphony Orchestra por Ravel: Daphnis et Chloé
- Mejor interpretación clásica - Solista vocal (con o sin orquesta)
  - Francesco Molinari-Pradelli (director), Joan Sutherland & Royal Opera House Orchestra por The Art of the Prima Donna
- Mejor grabación de ópera
  - Gabriele Santini (director), Victoria de los Ángeles, Jussi Björling, Miriam Pirazzini, Mario Sereni & Rome Opera Orchestra por Puccini: Madama Butterfly
- Mejor interpretación clásica - Coral (que no sea ópera)
  - Robert Shaw (director de coro) & Robert Shaw Orchestra & Chorale por Bach: Misa en si menor
- Mejor interpretación clásica - Solista instrumental (con orquesta)
  - Eugene Ormandy (director), Isaac Stern & Philadelphia Orchestra por Bartók: Concierto para violín n.º 1
- Mejor interpretación clásica -  Solista o dúo instrumental (sin orquesta)
  - Laurindo Almeida por Reverie for Spanish Guitar
- Mejor interpretación clásica - Música de cámara
  - Jascha Heifetz, Gregor Piatigorsky & William Primrose por Beethoven: Serenata, Op. 8 / Kodaly: Dúo para violín y violonchelo, Op. 7
- Mejor composición de música clásica contemporánea
  - Laurindo Almeida (compositor y artista) por Almeida: Discantus
  - Igor Stravinsky (compositor y artista) por Stravinsky: Movements for Piano and Orchestra
- Álbum del año - Clásico
  - Igor Stravinsky (director) & Columbia Symphony Orchestra por Stravinsky Conducts 1960: Le Sacre du Printemps; Petrushka

### Comedia
- Mejor interpretación de comedia
  - Elaine May & Mike Nichols por An Evening with Mike Nichols and Elaine May

### Composición y arreglos
- Mejor tema instrumental o versión instrumental de canción
  - Galt MacDermot (compositor), Cannonball Adderley (intérprete) por "African Waltz"
- Mejor álbum de banda sonora o grabación de partitura de película o televisión
  - Henry Mancini (compositor) por Breakfast at Tiffany's
- Mejor arreglo
  - Henry Mancini (arreglista & artista) por "Moon River"

### Country
- Mejor grabación country & western
  - Jimmy Dean por Big Bad John

### Espectáculo musical
- Mejor álbum de espectáculo con reparto original
  - Frank Loesser (compositor) & el reparto original Robert Morse, Rudy Vallee, Charles Nelson Reilly, Bonnie Scott, Claudette Southerland & Sammy Smith por How to Succeed in Business Without Really Trying
- Mejor álbum de banda sonora o grabación de reparto original de una película o televisión
  - Irwin Kostal, John Green, Saul Chaplin, Sid Ramin (directores musicales) & el elenco original por West Side Story

### Folk
- Mejor grabación folk
  - Belafonte Folk Singers por Belafonte Folk Singers at Home and Abroad

### Gospel
- Mejor grabación gospel o de otra religión
  - Mahalia Jackson por Everytime I Feel the Spirit

### Hablado
- Mejor grabación documental o hablada (que no sea de comedia)
  - Leonard Bernstein por Humor in Music

### Infantil
- Mejor grabación para niños
  - Leonard Bernstein (director) & New York Philharmonic Orchestra por Prokofiev: Pedro y el lobo

### Jazz
- Mejor interpretación jazz - solista o grupo pequeño (instrumental)
  - André Previn por André Previn Plays Harold Arlen
- Mejor interpretación jazz - grupo grande (instrumental)
  - Stan Kenton por West Side Story
- Mejor composición original de jazz
  - Galt MacDermot (compositor) & Cannonball Adderley (intérprete) por "African Waltz"